# Erythrina folkersii
Erythrina folkersii är en ärtväxtart som beskrevs av Krukoff och Harold Norman Moldenke. Erythrina folkersii ingår i släktet Erythrina och familjen ärtväxter. Inga underarter finns listade i Catalogue of Life.